# Gynandromorf
Gynandromorf (gr. γυνη gynē, γυναικος gynaikos „kobieta”; ανηρ anēr, ανδρος andros „mężczyzna”; μορφη morphē „forma, wygląd”) – organizm mający jednocześnie męskie i żeńskie cechy płciowe. Termin ten jest używany głównie w entomologii. Gynandromorfizm można zaobserwować u motyli, ciem i innych owadów z powodu ich wyraźnego dymorfizmu płciowego. Przypadki gynandromorfizmu stwierdzono także u skorupiaków, zwłaszcza homarów i krabów oraz u ptaków, takich jak m.in. zeberka timorska (Taeniopygia guttata), amadyniec (Erythrura gouldiae) i łuszcz strojny (Pheucticus ludovicianus).

## Rodzaje rozmieszczenia tkanek męskich i żeńskich

Samica pająka (Drassodes saccatus) z samczymi lewymi nogogłaszczkami – przykład gynandromorfizmu mozaikowego

Gynandromorf może mieć dwustronną asymetrię, kiedy jedna połowa (lewa lub prawa) organizmu wykazuje cechy płci męskiej, zaś druga połowa – cechy płci żeńskiej. Gynandromorfizm z asymetrią dwustronną powstaje bardzo wcześnie, kiedy organizm składa się z 8 do 64 komórek. W późniejszym czasie powstaje gynandromorf mozaikowy, u którego cechy męskie i żeńskie nie są już tak wyraźnie rozdzielone.

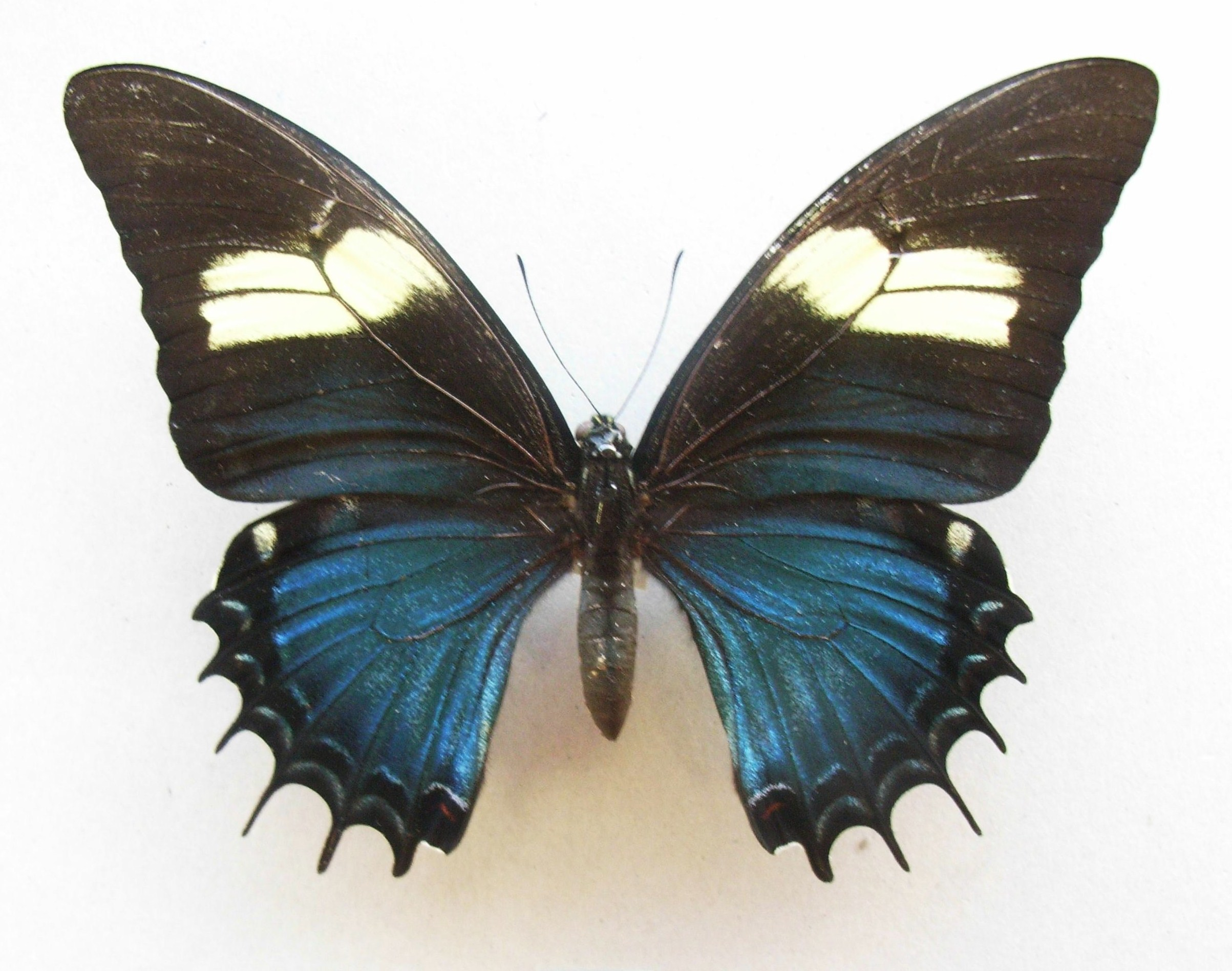
Papilio androgeus, samica
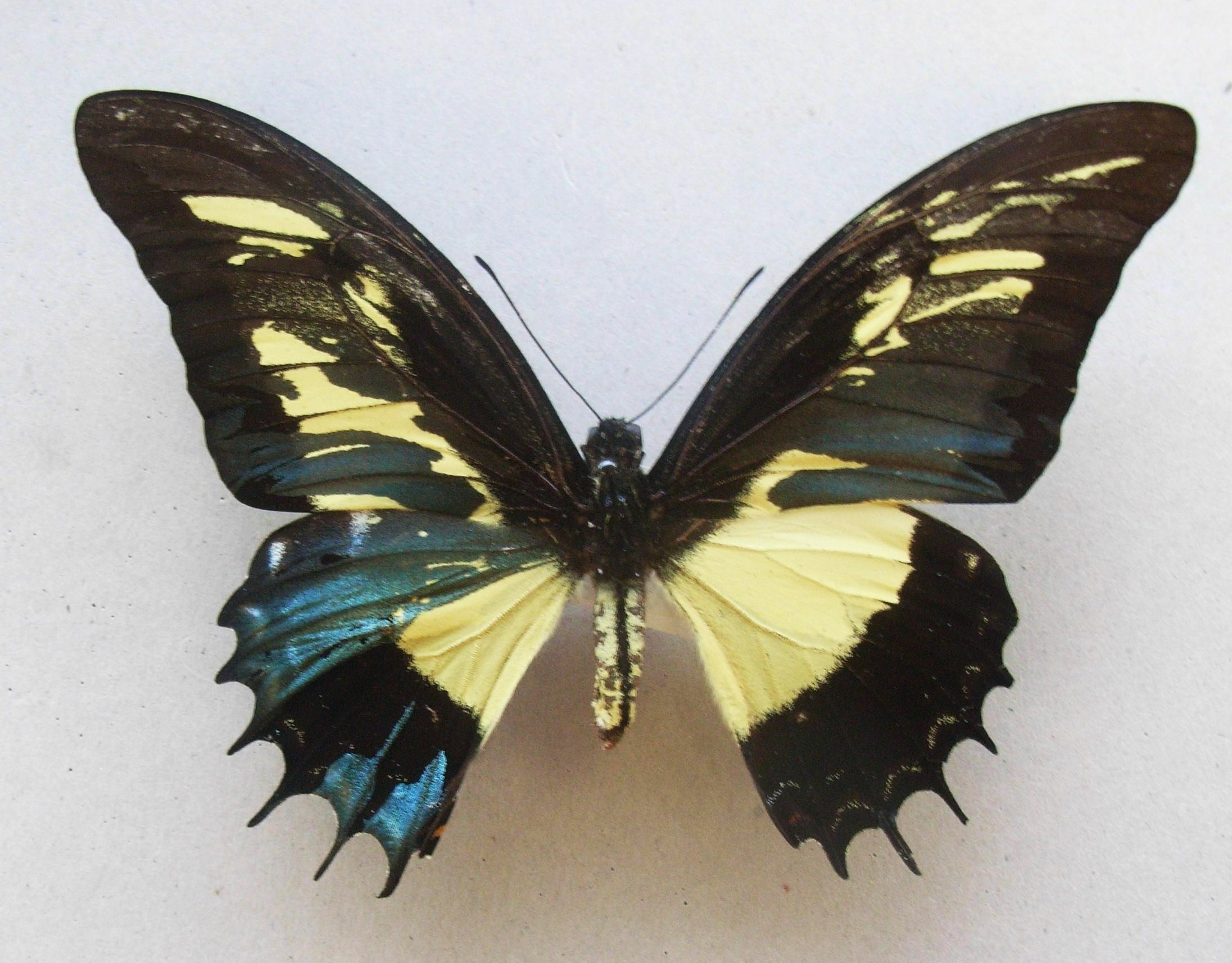
Papilio androgeus, gynandromorf mozaikowy
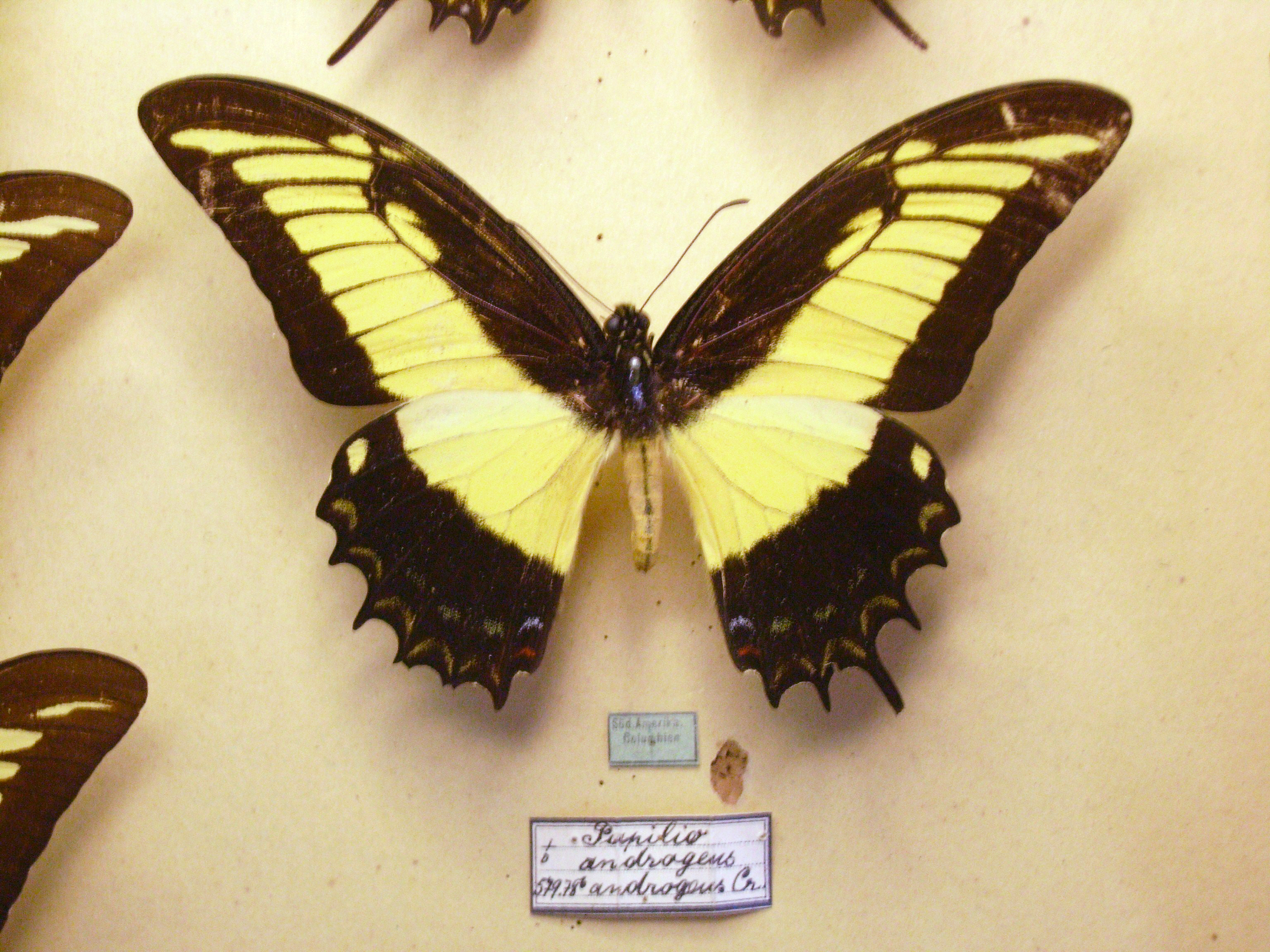
Papilio androgeus, samiec

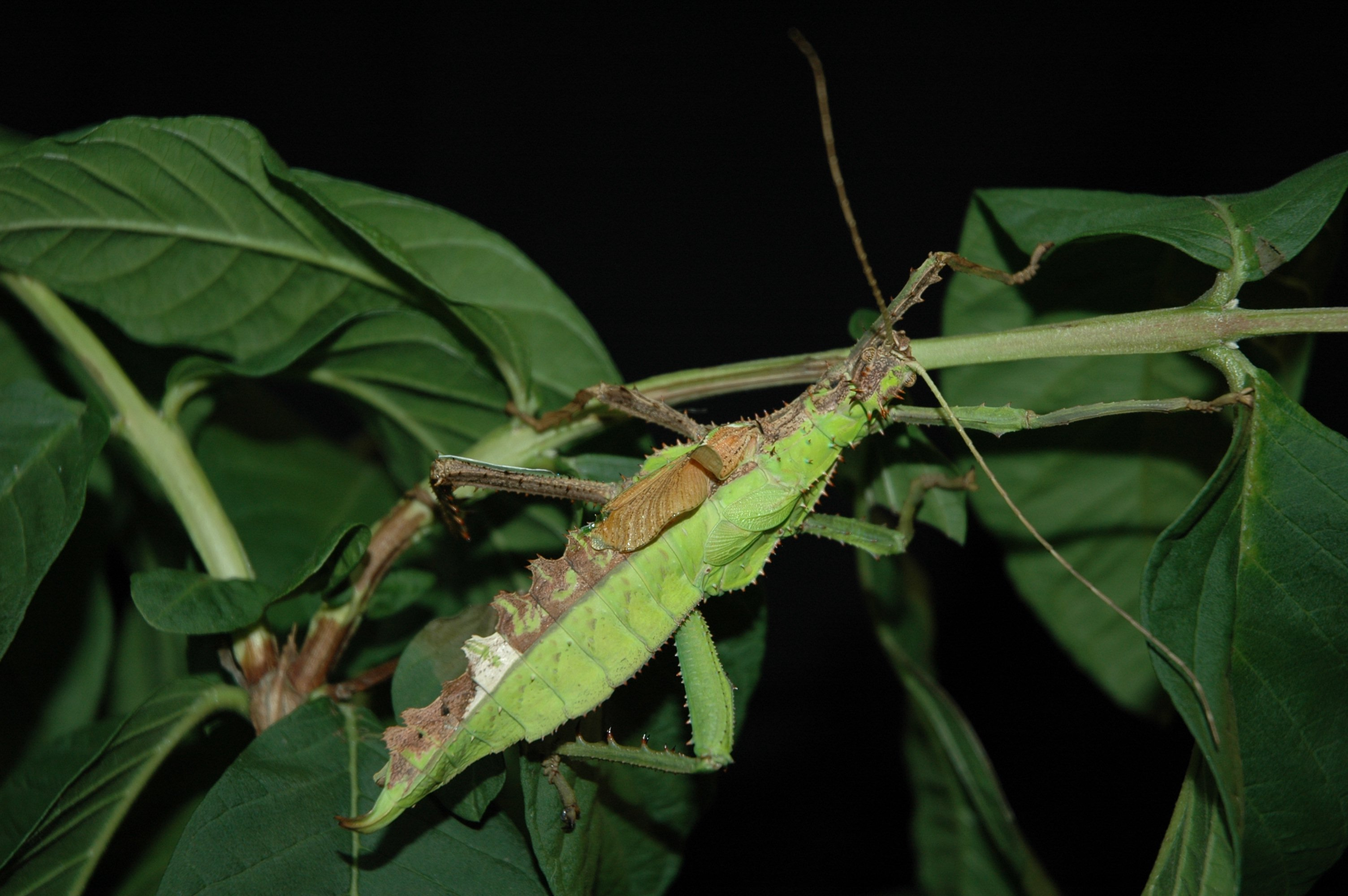
Heteropteryx dilatata (straszyk olbrzymi), gynandromorf

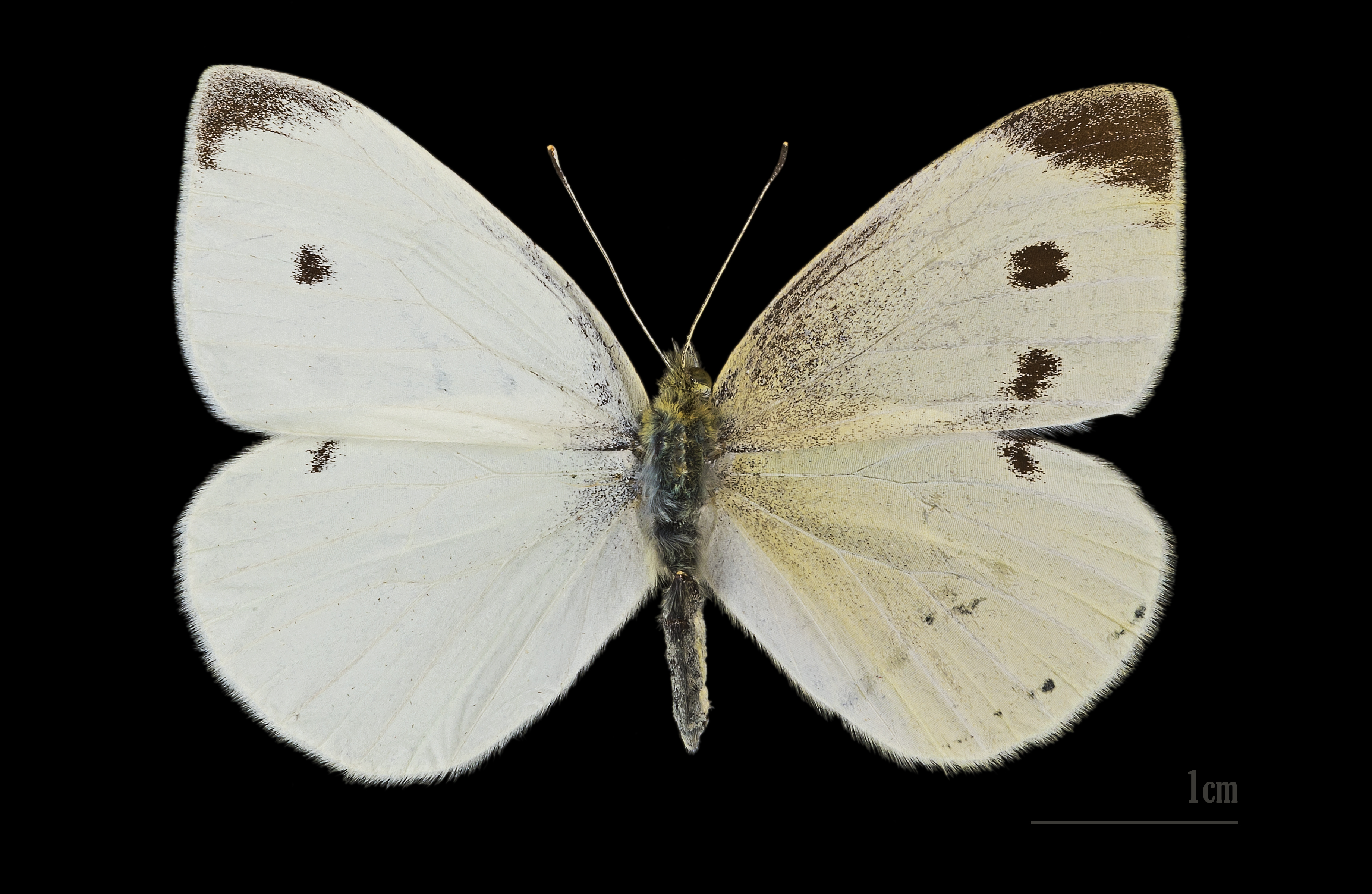
Pieris rapae

## W kulturze popularnej
W swojej autobiografii Speak, Memory autor i badacz motyli Vladimir Nabokov opisał przypadki gynandromorfizmu u motyli, męskich po jednej stronie, żeńskich po drugiej, które złapał jako młodzieniec w Rosji, na rodzinnej posesji. W powieści Kim Stanley Robinson 2312, niektórzy ludzie decydują się zamienić się w funkcyjne gynandromorfy. Przykładowo, jej protagonistka, Swan Er Hong, to gynandromorf. Urodziła się jako kobieta i identyfikuje się jako takowa, była matką dla swoich dzieci, ale była również ojcem dzieci, po uzyskaniu męskich organów rozrodczych.